# Regentschaft Algier
Die Regentschaft Algier (osm. Eyâlet-i Cezayir-i Garb, arabisch إيالة الجزائر, DMG Iyālat al-Ǧazāʾir) war eine zwischen 1516 und 1830 bestehende weitgehend selbständige Provinz des Osmanischen Reiches. Algier wurde mit Tunis und Tripolis in Europa als Barbareskenstaat bezeichnet, in der osmanischen Terminologie nannte man diese Gebiete Garb Ocakları (westliche Garnisonen). Algier war während seiner Geschichte in zahlreiche bewaffnete Auseinandersetzungen mit den europäischen Mächten verwickelt. Die Regentschaft war ein wichtiger, für seine Barbaresken-Korsaren berüchtigter Piratenstützpunkt, der zunächst von osmanischen Gouverneuren (die oft auch das Amt des Kapudan Pascha bekleideten) regiert wurde und später zu einer autonomen Militärrepublik wurde. Der Staat finanzierte sich dabei hauptsächlich durch Freibeuterei und den Sklavenhandel, seine Schiffe kaperten europäische Handelsschiffe, plünderten Küstenregionen bis nach Island hinauf und führten einen „heiligen Krieg“ gegen die christlichen Mächte Europas. Die US-amerikanische, britische und niederländische Marine bekämpfte die Barbareskenstaaten im 19. Jahrhundert entschieden und konnte Algier erstmals schwere Niederlagen zufügen. Mit dem Niedergang der Freibeuterei kam es schließlich zu einem Rückgang der Staatseinnahmen. Der Versuch, diese Lücke durch erhöhte Besteuerung auszugleichen, führte zu inneren Unruhen. Es brachen gewaltsame Stammesrevolten aus, die hauptsächlich von maraboutischen Orden wie den Darqawiyya und Tidschānīya angeführt wurden. Frankreich nutzte diese innenpolitische Situation für eine Invasion im Jahr 1830. Die französische Eroberung Algeriens führte schließlich zu der französischen Kolonialherrschaft, die erst 1962 endete.

## Geschichte
Nach der Reconquista (1492) wurde Spanien die dominante Macht an der nordafrikanischen Küste. Die Spanier nahmen Oran 1509 ein, eroberten Tripolis 1510 und machten Tunis zu einem Vasallenstaat. Dies ermöglichte den Spaniern die Kontrolle über die Stationen der Karawanen aus dem westlichen Sudan, aus Tripolis und Tunis im Osten und aus Ceuta und Melilla im Westen, die über Béjaïa, Algier, Oran und Tlemcen zogen. Die Kontrolle über diesen Handel und den damit verbundenen Gold- und Sklavenhandel wurde für die spanische Staatskasse unerlässlich. Dies rief die osmanischen Freibeuter-Brüder Arudsch und Hayreddin Barbarossa auf den Plan, die 1512 von den Bürgern von Béjaïa um Hilfe gebeten wurden. Im Jahre 1516 konnten die Brüder den Peñon von Algier einnehmen, eine spanische Festung, die den Hafen der Stadt blockierte. Sie wurden von der Bevölkerung der Stadt jubelnd empfangen. Hayreddin wurde Ende 1519 zum Sultan von Algier ausgerufen. Er merkte schnell, dass er die Unterstützung der Osmanen brauchte, um seine Besitztümer rund um Algier zu erhalten. Im Oktober 1519 wurde eine Delegation algerischer Honoratioren und Ulemas beauftragt, dem osmanischen Sultan Selim I. den Beitritt Algiers zum Osmanischen Reich vorzuschlagen, wobei er versuchte, dem Sultan die strategische Bedeutung von Algier im westlichen Mittelmeer zu verdeutlichen. Unter Süleyman I. wurde Algier im Frühjahr 1521 offiziell Teil des Osmanischen Reiches, auch wenn Istanbul die Idee, ein so weit entferntes und Spanien so nahes Gebiet zu integrieren, als Risiko sah. Hayreddin wurde zum Beylerbey ernannt und die Osmanen entsendeten 2000 Janitscharen zu seiner Unterstützung.

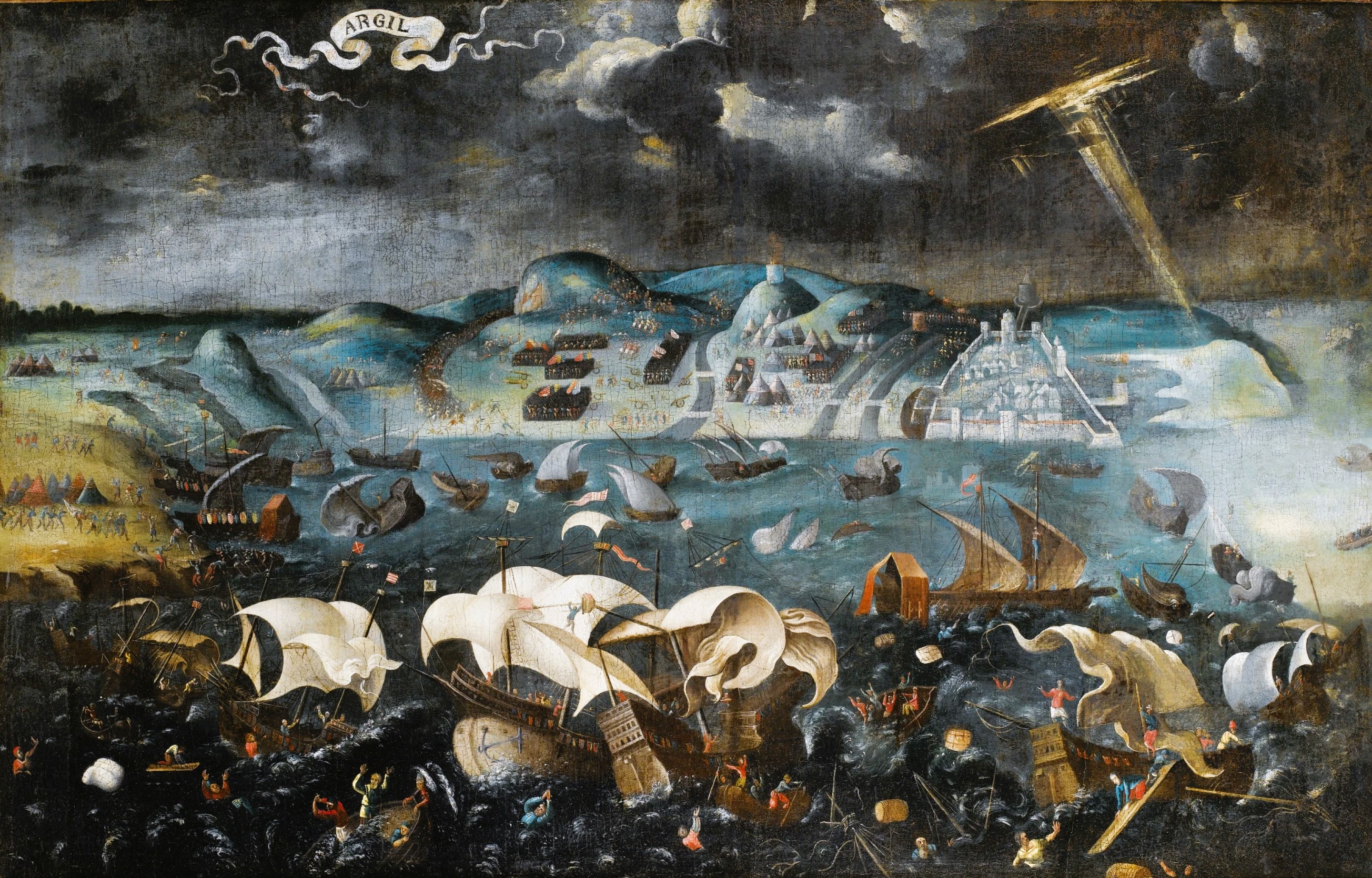
Seeschlacht von Algier (1541)

Unter Heyreddins Sohn und Nachfolger Hasan Pascha konnte Algier im Oktober 1541 einen spanisch-genuesischen Flottenangriff abwehren. Die Angaben über die spanischen Verluste lagen bei bis zu 12.000 Mann, darunter mehr als 150 Schiffe und 200 Kanonen, die für den Einsatz in den Festungsanlagen von Algier geborgen wurden. In der Folge konnte Algier seine Gebiete konsolidieren und ausdehnen. Es führte dabei auch Feldzüge gegen das mit den Spaniern verbündete Marokko sowie gegen Tunis. Algerische Freibeuter wüteten im Mittelmeer und machten die Gewässer von Andalusien bis Sizilien unsicher. Ihre Macht reichte bis zu den Kanarischen Inseln. Algier wurde immer unabhängiger von den Osmanen und betrieb im 17. Jahrhundert eine so weit verbreitete Kaperei, dass die Periode als „Goldenes Zeitalter der Korsaren“ bekannt wurde. Um 1600 übernahmen sie die von holländischen Seefahrern eingeführten Segelschiffe mit Rahsegel und begannen, sich weniger auf christliche Galeerensklaven zu verlassen. Auch die Vertreibung der Morisken aus Spanien verstärkte die Korsaren mit neuen Seeleuten, die Spanien auf schmerzhafte Weise schwächten, indem sie das Festland und Spaniens Gebiete in Italien verwüsteten, wo die Menschen massenhaft gefangen genommen wurden. Algier stieg zu einer blühenden und reichen Stadt mit über 100.000 Einwohnern im 17. Jahrhundert auf.
Im 16. Jahrhundert unterzeichnete Frankreich Verträge mit den Osmanen, die die französisch-osmanische Allianz begründeten und den Franzosen Handelsprivilegien in Algier verschaffte. Als die Privilegien der Franzosen ausgedehnt wurden, revoltierten die Janitscharen in Algier, nahmen den Pascha gefangen und folterten ihn 1606 zu Tode. Dies verdeutlichte die Meinungsverschiedenheiten zwischen Algier und Istanbul hinsichtlich der Franzosen. Als Österreich 1718 mit dem Osmanischen Reich den Frieden von Passarowitz schloss, ließ der Dey von Algier trotz des Vertrags ein österreichisches Schiff kapern und verweigerte einer osmanisch-österreichischen Delegation eine Wiedergutmachung. Derartige Vorkommnisse veranlassten die europäischen Mächte dazu, direkt mit Algier Verträge über Handel, Tributzahlungen und Lösegelder für Sklaven auszuhandeln, womit die Autonomie Algiers trotz seiner formalen Unterordnung unter die Osmanen anerkannt wurde. 1659 kam es zu einer erneuten Revolte der Janitscharen in Algier. Halil Agha, Oberbefehlshaber der Janitscharen von Algier, nutzte diesen Vorfall und übernahm die Macht und Algier wurde eine weitgehende eigenständige Militärrepublik. Das 17. und 18. Jahrhundert war von anhaltenden Kriegen und Konflikten mit europäischen Mächten wie Spanien, England, Frankreich, Dänemark und den Niederlanden geprägt. Auch zu den Mächten in Nordafrika waren die Beziehungen angespannt, so wurden Kriege gegen Marokko und Tunis geführt.

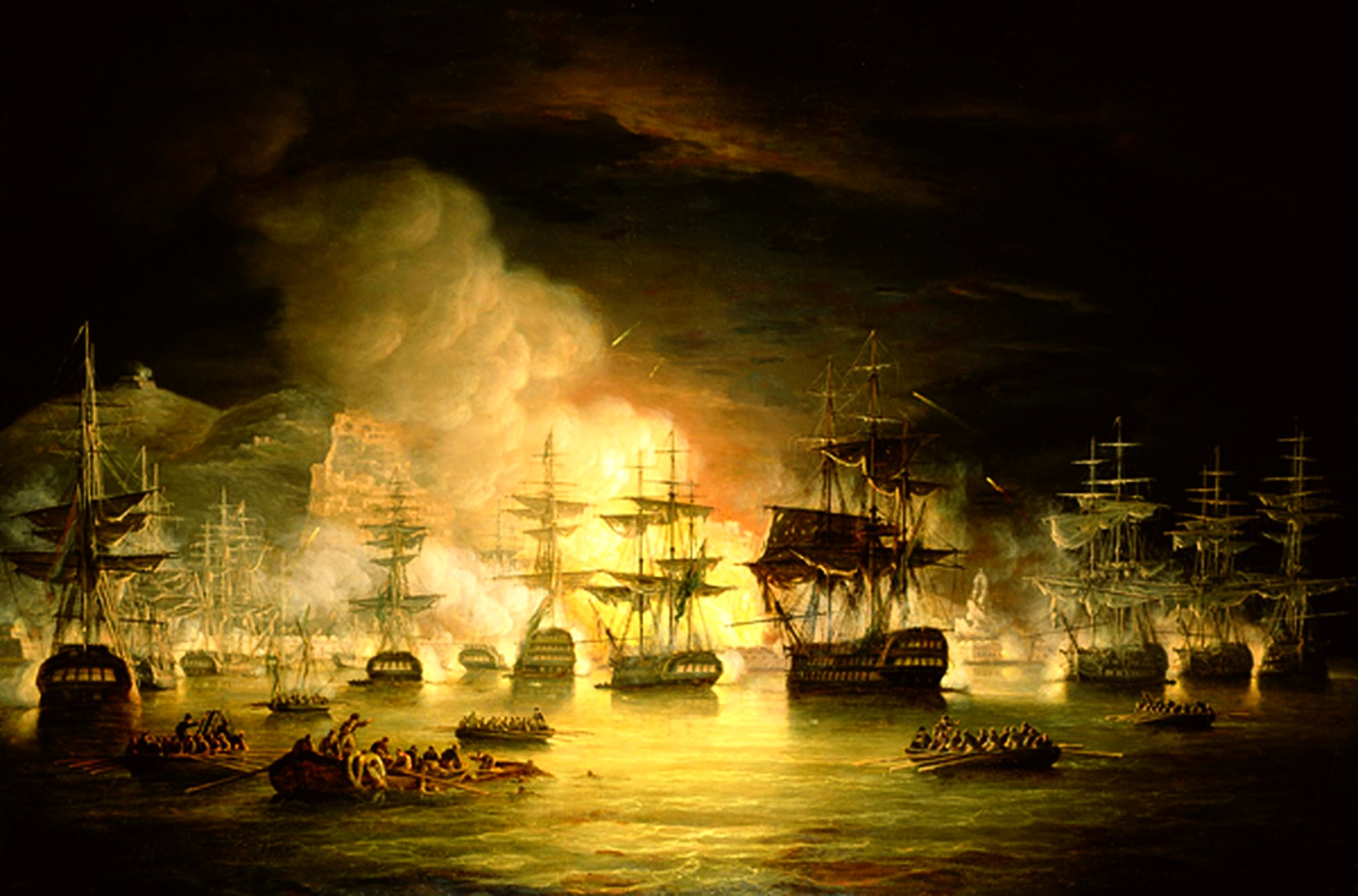
Britische Bombardierung Algiers (1816)

Zu Beginn des 19. Jahrhunderts wurde Algier von politischen Unruhen und wirtschaftlichem Problemen heimgesucht. Eine durch Missernten verursachte Krise führte zu öffentlichen Unruhen. Damit begann eine 20-jährige Periode von Putschen und Instabilität. Die Marokkaner stachelten einen Aufstand im Gebiet der Regentschaft an. Marokko nahm 1805 Figuig, 1808 Tuat und Oujda in Besitz, und Tunesien befreite sich nach den Kriegen von 1807 und 1813 von der algerischen Oberherrschaft. Interne Finanzprobleme veranlassten Algier Anfang des 19. Jahrhunderts dazu, sich erneut an der weit verbreiteten Freibeuterei gegen die amerikanische und europäische Schifffahrt zu beteiligen und dabei die Koalitionskriege voll auszunutzen. Als berüchtigtster Barbareskenstaat attackierten die Algerier US-amerikanische Handelsschiffe, auch nachdem ein Abkommen über amerikanische Lösegeld- und Tributzahlungen abgeschlossen worden war. Im Zweiten Barbareskenkrieg wurde Algier schließlich 1815 von den USA besiegt. Auch die neue europäische Ordnung, die aus den Koalitionskriegen und dem Wiener Kongress hervorging, duldete die algerischen Raubzüge nicht mehr und betrachtete sie als „barbarisches Relikt eines früheren Zeitalters“. Dies gipfelte im August 1816, als Lord Exmouth ein Bombardement von Algier durchführte, das mit einem Sieg der Briten und Niederländer, einer geschwächten algerischen Marine und der Befreiung von 1200 Sklaven endete. Algier wurde auch gezwungen die Praxis der Versklavung christlicher Gefangener aufzugeben.

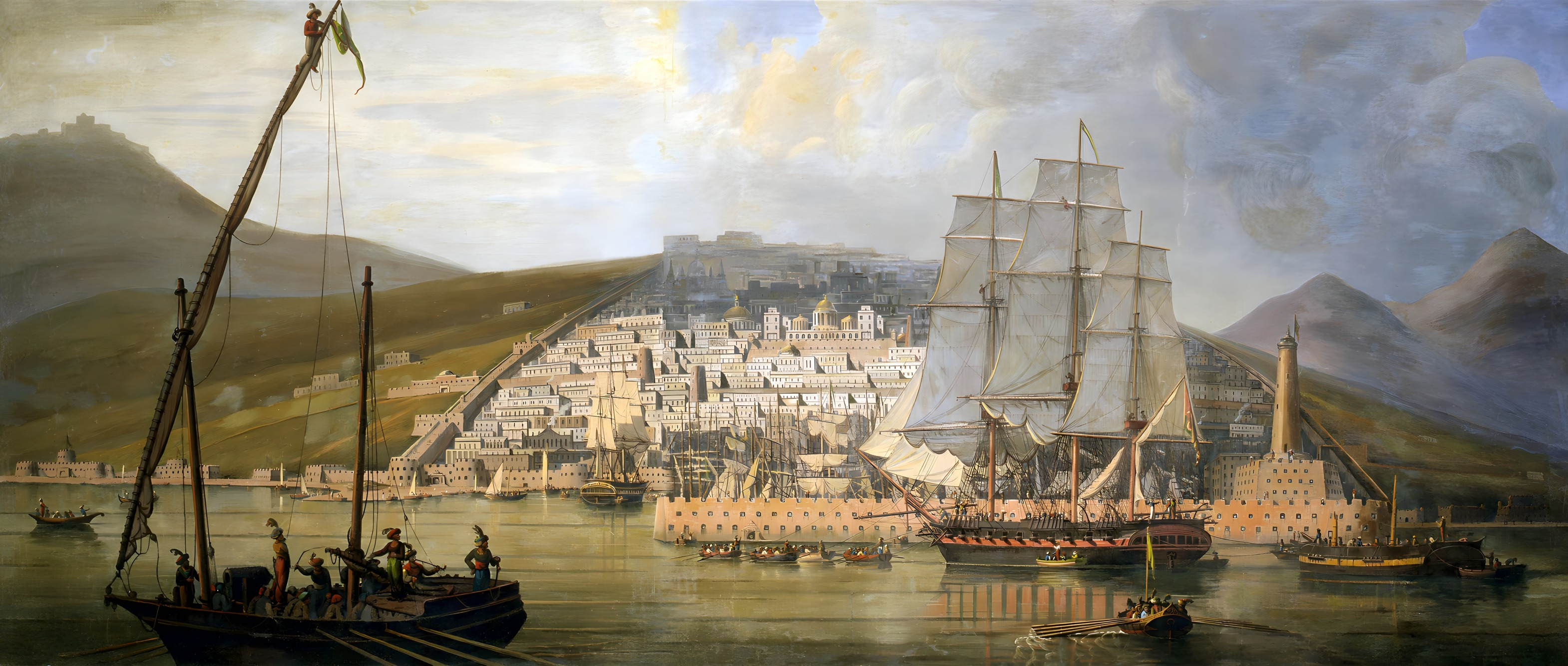
Abbildung von Algier (1828)

Der letzte Dey von Algier, Hussein Dey, versuchte die Folgen früherer algerischer Niederlagen wiedergutzumachen, indem er die Freibeuterei wieder aufleben ließ und einem britischen Angriff auf Algier im Jahr 1824 unter der Führung von Vizeadmiral Harry Burrard-Neale widerstand, wodurch der falsche Glaube aufkam, dass Algier sich noch immer gegen ein uneiniges Europa wehren könnte. Während der Zeit Napoleons profitierte Algier in hohem Maße vom Handel im Mittelmeerraum und den massiven Lebensmittelimporten Frankreichs, die größtenteils auf Kredit gekauft wurden. Im Jahr 1827 verlangte Hussein Dey vom wiederhergestellten Königreich Frankreich die Begleichung einer 31 Jahre alten Schuld aus dem Jahr 1799 für die Versorgung der Soldaten des napoleonischen Feldzugs in Ägypten. Die Antwort des französischen Konsuls Pierre Deval missfiel Hussein Dey, der ihn daraufhin mit einem Fliegenwedel schlug und ihn als „Ungläubigen“ beleidigte. König Karl X. nahm diesen Vorfall zum Anlass, die diplomatischen Beziehungen abzubrechen und am 14. Juni 1830 eine groß angelegte Invasion in Algerien zu starten. Algier kapitulierte am 5. Juli, und Hussein Dey ging ins Exil nach Neapel, womit die Regentschaft Algier endete.

## Regierungssystem

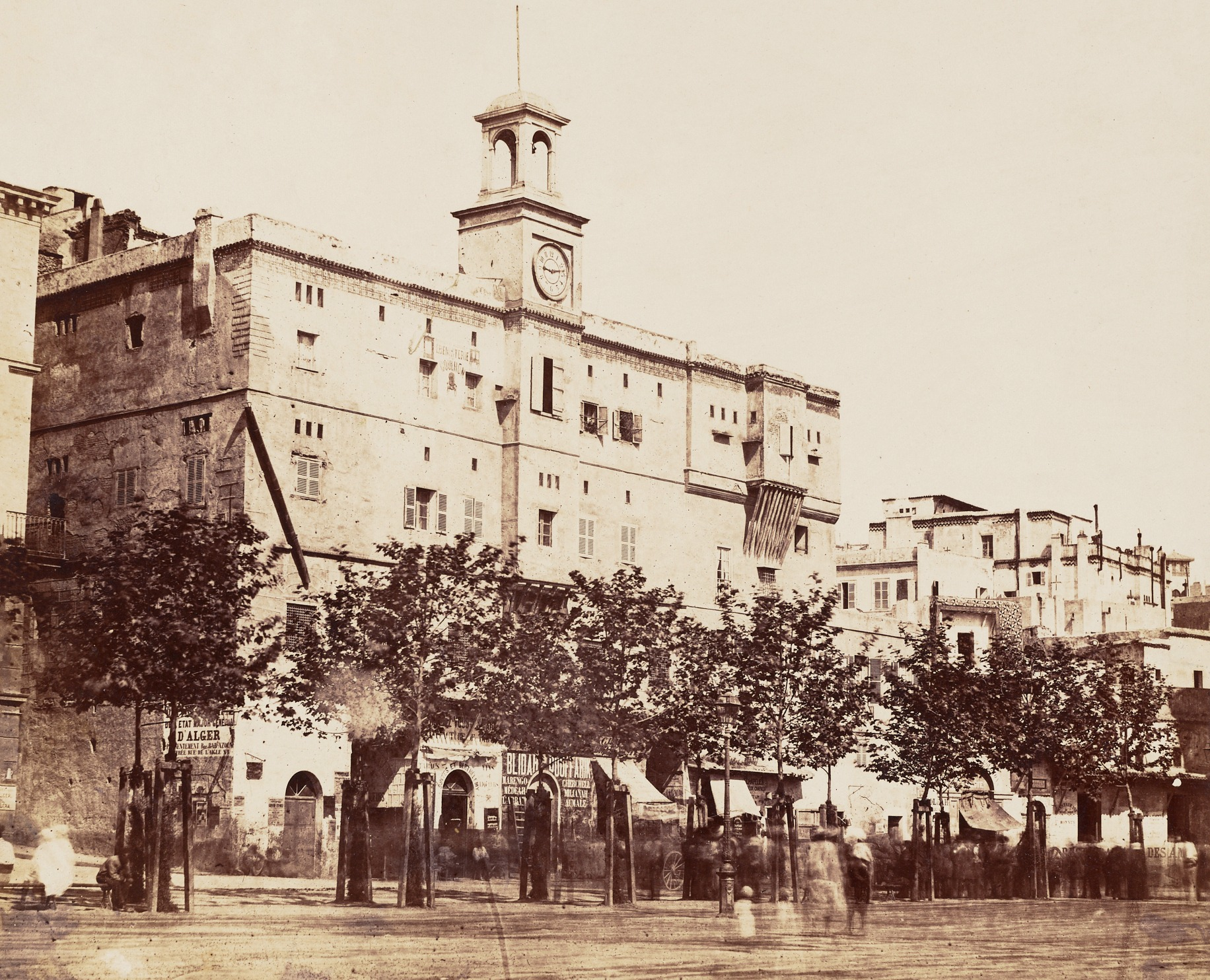
Herrschaftssitz des Dey

Die osmanische Herrschaft über Algerien war die Herrschaft einer ausländischen Elite über die Einheimischen. Sie bestand aus den Janitscharen, die aus Anatolien rekrutiert wurden, und aus einer ethnisch gemischten Schicht von Korsaren, unter denen sich auch viele muslimische Flüchtlinge aus Spanien und zum Islam konvertierte Europäer befanden. Die Zeit der osmanischen Herrschaft wird je nach der Person an der Spitze der Verwaltung in die Perioden der Beylerbeys (1518–1587), der Paschas (1587–1659), der Aghas (1659–1671) und der Deys (1671–1830) unterteilt. Beylerbey (in späteren Perioden oft Vali genannt) war ein Amtstitel für den Verwalter einer osmanischen Großprovinz (Eyâlet), Pascha ein persönlicher Rang, der regelmäßig Provinzgouverneuren verliehen wurde, Agha war der Titel des Kommandanten der Janitscharengarnison. Die Periodisierung darf nicht darüber hinwegtäuschen, dass Beylerbeys den Titel Pascha führten und auch später Deys mit dem Titel eines Beylerbeys und dem Rang eines Paschas ausgezeichnet wurden. Die frühen Beylerbeys, namentlich Khair ad-Din Barbarossa, dessen Sohn Hassan Pascha und der letzte in dieser Reihe, Kılıç Ali Pascha entstammten dem Korsarenmilieu, waren oft auch Kapudan Paschas bzw. Kaptan-i Derya (Großadmiräle) und lebten und starben in Istanbul. Um die Provinzen enger an das Reich zu binden, ging die Hohe Pforte nach dem Tod Kılıç Ali Paschas dazu über, nur mehr Gouverneure für ein Periode von je 3 Jahren zu ernennen. Der Gouverneur hatte im Wesentlichen protokollarische Aufgaben. Nur Hızır Pascha gelang es 1592, die Janitscharen zu bändigen. Ansonsten wurden Gouverneure, die reale Macht ausüben wollten, verjagt oder ermordet.
Der Ocak der Janitscharen wurde im Laufe des 17. Jahrhunderts stärker, autonomer und einflussreicher. Die Janitscharen organisierten sich in ihrem Diwan oder Militärrat, der zur de-facto-Regierung von Algier wurde und 1626 auf Kosten der Paschas das Recht erhielt, die Macht auszuüben, so dass er 1622 diplomatische Verträge mit der niederländischen Republik und 1628 mit Frankreich schließen konnte. Als 1658 die Pforte Ali Pascha entsandte, der seine Befugnisse durchsetzen wollte, schickte ihn Halil Agha samt seinem Gefolge auf einem Schiff nach Izmir zurück. Der Großwesir Köprülü Mehmed Pascha war so erbost, dass er Ali Pascha hinrichten ließ und ankündigte, dass er keinen Gouverneur mehr nach Algier schicken werde, so dass Algier aus dem Osmanischen Reich ausgeschlossen werden würde. Die Aghas, die fürchteten vom personellen Nachwuchs aus Anatolien abgeschnitten zu werden, suchten dann eine Verständigung und baten um Amnestie. Versuche, den entstandenen Riss zu kitten, blieben wegen der divergenten Interessen der Akteure zunächst erfolglos. Die Zentralregierung in Istanbul wollte ihren Vorrang durchsetzen, was die Achtung der internationalen Verträge beinhaltete, die sie eingegangen war. Die Gesellschaft in Algier wiederum war wirtschaftlich auf die Einkünfte aus der Seeräuberei, den Schutzgeldzahlungen in den von ihr abgeschlossenen Verträgen und den Einkünften aus den Sklavenjagden angewiesen, sei es durch Weiterverkauf oder Lösegeld. Die Politik in Algier hing von der osmanischen Militärelite ab, die ihre Autonomie bewahrte und nannte sich Algerier, ohne sich in die indigene Stammesgesellschaft auf dem Lande zu integrieren. Diese Elite verteidigte sie gegen christliche Mächte, wofür die Stämme militärische Treue und Steuern schuldeten.

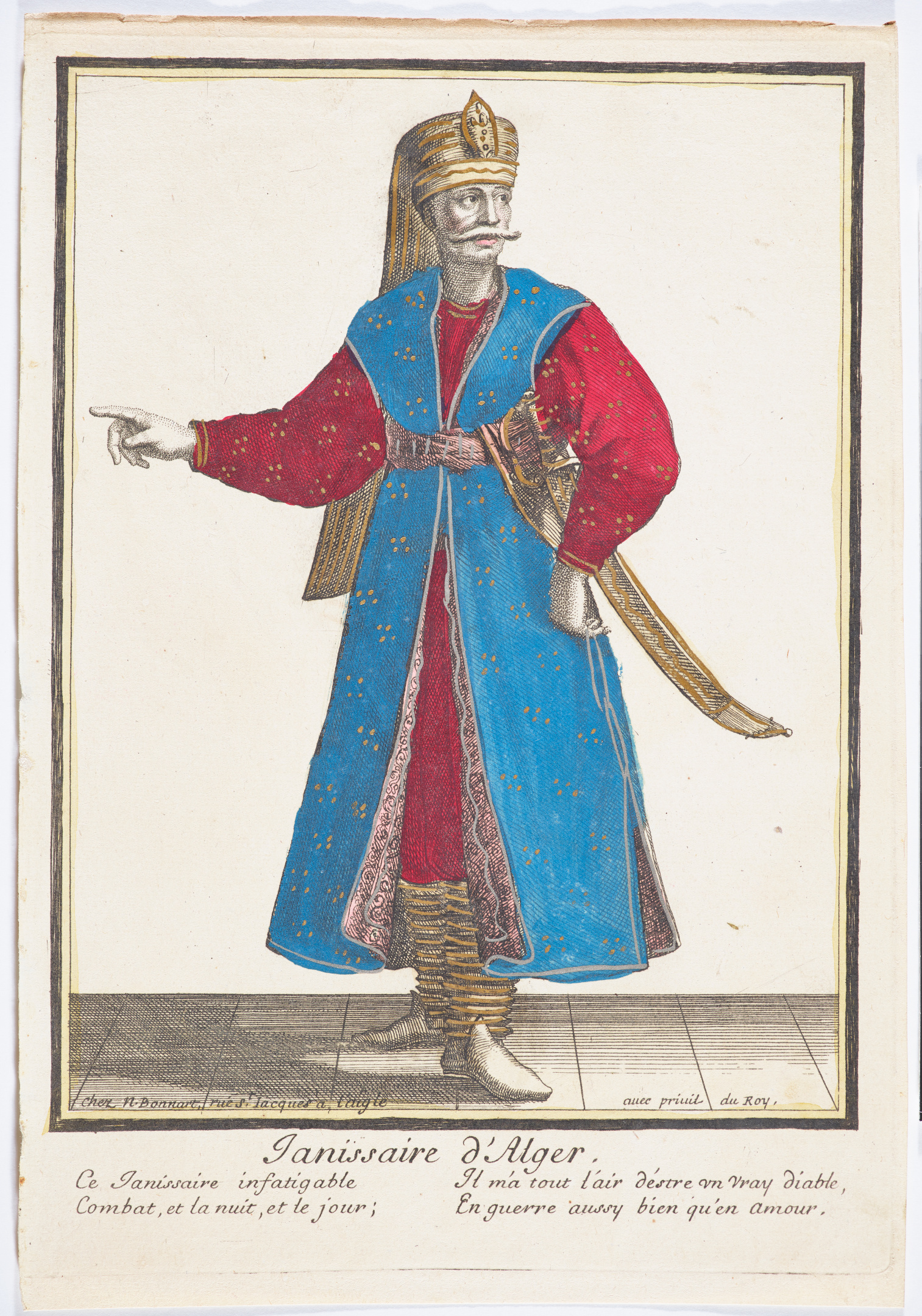
Janitschare

1671 kam es zu einem weiteren Regierungswechsel. Als ein britisches Geschwader unter dem Kommando von Edward Spragge sieben in Algier vor Anker liegende Schiffe zerstörte, rebellierten die Korsaren, was zur Ermordung von Ali Agha (1664–71) führte, dem letzten der Janitscharenaghas, die das Land seit 1659 regiert hatten und deren letzte vier alle ermordet worden waren. Der Dey wurde nach 1671 zum wichtigsten politischen Führer des Landes, aber seine Macht wurde durch den Diwan-Rat begrenzt. Die ersten vier Deys wurden von den Korsarenkapitänen gewählt, dann ging das Recht zur Wahl auf den Ocak der Janitscharen über. Die Ämter des Dey und des Janitscharenagha blieben aber getrennt. Die Paschas intrigierten im Verborgenen und schürten Konflikte um die unliebsamen Deys zu stürzen und einen Teil ihrer verlorenen Autorität zurückzugewinnen. Erst ab 1711 erhielt der Dey zugleich den Titel eines Paschas, so dass die Ämter zusammengeführt wurden. Der Sturz des amtierenden Dey, der auf Lebenszeit gewählt wurde, war also der einzige Weg zur Macht, und so blühten Gewalt und Instabilität. Diese Unbeständigkeit veranlasste viele europäische Beobachter des frühen 18. Jahrhunderts, Algier als Beispiel für die Gefahren der Demokratie zu betrachten.
Der Dey von Algier war für die Durchsetzung der zivilen und militärischen Gesetze, die Gewährleistung der inneren Sicherheit, die Erzielung der notwendigen Einnahmen, die Organisation und regelmäßige Besoldung der Truppen und die Sicherstellung der Korrespondenz mit den Stämmen zuständig. Seine Macht war jedoch durch die Korsaren-Kapitäne und den Diwan der Janitscharen begrenzt, da jedes Mitglied dieser beiden Gremien den Titel des Dey anstreben konnte. Die Wahlen erfolgten in gleicher und konsensualer Abstimmung unter den Streitkräften. Der osmanische Sultan bestätigte anschließend den Dey. Der Dey leitete ein Kabinett von fünf Ministern, von denen der Agha als Leiter des Ocak, der Garnison der Janitscharen, für die innere Sicherheit zuständig war. Außerhalb der städtischen Regionen bestand eine lokale Selbstverwaltung der Stämme.
Montesquieu war der Ansicht, dass die algerische Regierungsform eine Aristokratie war, die republikanische Züge aufwies. Der Historiker Edward Gibbon bezeichnete Algier als „eine Militärregierung, die zwischen absoluter Monarchie und wilder Demokratie schwankte“ und die unter den muslimischen Ländern einzigartig und auch im Vergleich zum Europa des 18. Jahrhunderts ungewöhnlich war, weil sie gewählte Herrscher und eine begrenzte Demokratie hatte. Jean-Jacques Rousseau war davon beeindruckt. Algier war keine moderne politische Demokratie, die auf Mehrheitsentscheidungen, Machtwechsel und Wettbewerb zwischen politischen Parteien beruhte. Stattdessen beruhte die Politik auf dem Prinzip des Konsenses (ijmaa), der durch den Islam und den Dschihad legitimiert war.

## Wirtschaft

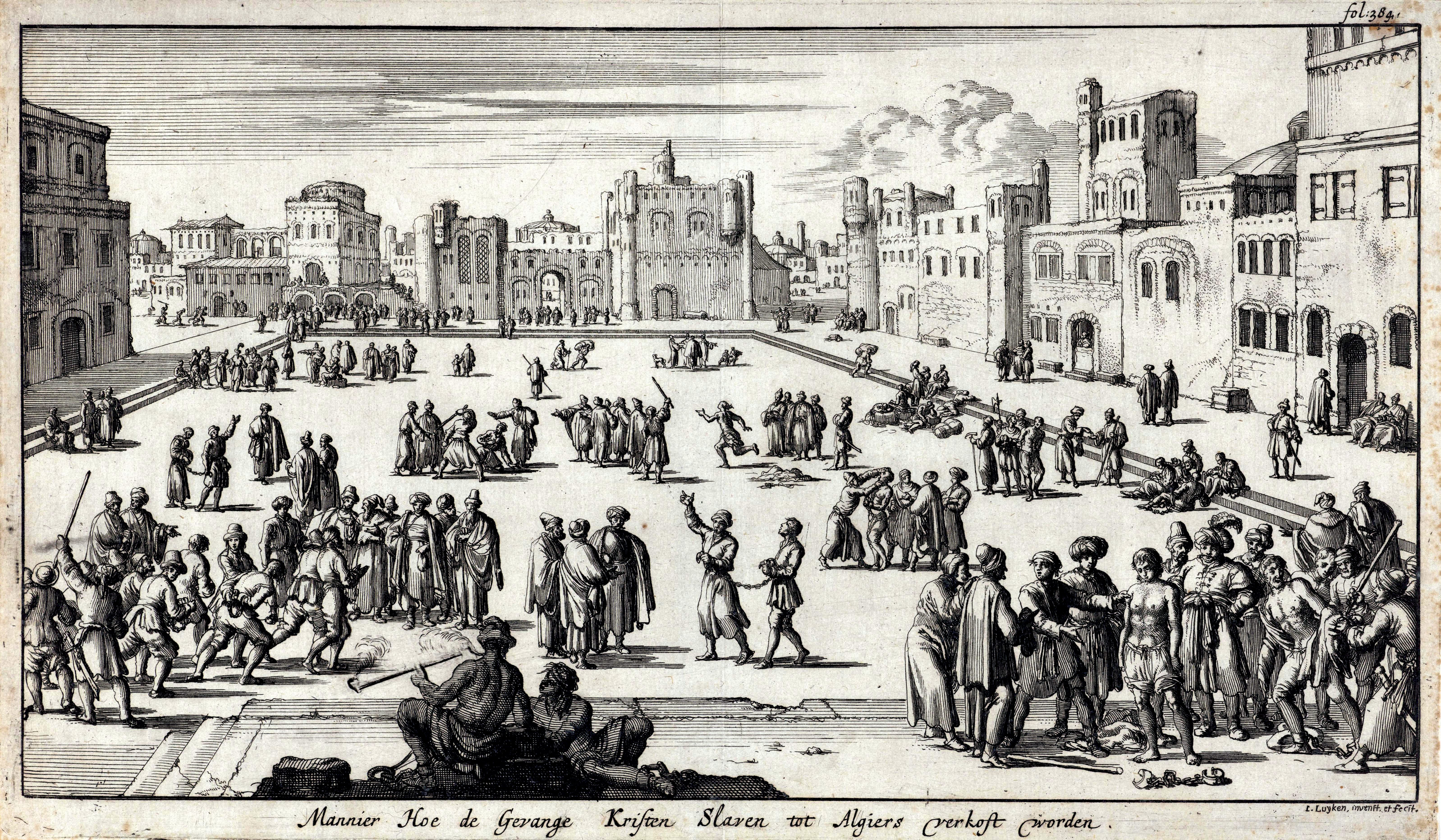
Sklavenmarkt von Algier

Die algerischen Korsaren überfielen die Küsten und kaperten Schiffe, wobei sie von den Küsten des Mittelmeers bis zur atlantischen Hochsee zahlreiche Menschen an Land und auf See gefangen nahmen. Die Gefangenen wurden zum Sklavenmarkt in Algier gebracht. Insgesamt wurden über eine Million europäische Sklaven in der gesamten Frühen Neuzeit entführt, was dies zum Eckpfeiler der Wirtschaft der Barbareskenstaaten machte. Auf dem Sklavenmarkt von Algier wurden die Sklaven eingeteilt und ihre Fähigkeiten, soziale Stellung und „Wert“ bestimmt. Gefangene in Staatsbesitz wurden in Gefängnissen untergebracht. In Algier gab es sechs große Gefängnisse, die privaten Gefangenen waren in Häusern oder größeren Gefängnissen untergebracht, die von den Sklavenhaltern finanziert wurden, bei denen es sich häufig um reiche Privatpersonen oder Privatunternehmen handelte. In Spanien, Frankreich und der Niederländischen Republik wurden die Lösegelder von der Familie des Gefangenen, von Spenden des Staates oder von religiösen Orden der katholischen Kirche aufgebracht, die in Algier über die Gefangenen verhandelten. Anfang des 16. Jahrhunderts wurden Christen für kleine Summen ausgetauscht. Im 17. Jahrhundert jedoch zahlten die Missionen zur Befreiung von Sklaven 100 bis 300 Pfund oder mehr für ihre Freiheit. Personen von hohem Rang waren sogar fast unbezahlbar. Der Gouverneur der Kanarischen Inseln kaufte sich 1670 für 60.000 Pfund frei. Die Gefangenen, die sich freikaufen konnten, durften sich in Algier frei bewegen und leiteten oft die Tavernen der Stadt.
Algier erlegte seinen europäischen Handelspartnern im Gegenzug für die Freiheit der Schifffahrt im westlichen Mittelmeer Lizenzgebühren auf und gewährte den Kaufleuten dieser Länder besondere Privilegien, darunter niedrigere Zölle. Zahlreiche europäische Mächte entrichteten Schutzgelder oder Tributzahlungen an Algier.
Neben der Freibeuterei waren auch die Landwirtschaft, das Handwerk und der Fernhandel auf See und Land von großer Bedeutung. Algier und andere algerische Städte gehörten zu den wichtigsten Zielorten des transsaharischen Sklavenhandels. Das Manufakturwesen blieb allerdings unterentwickelt.

## Gesellschaft

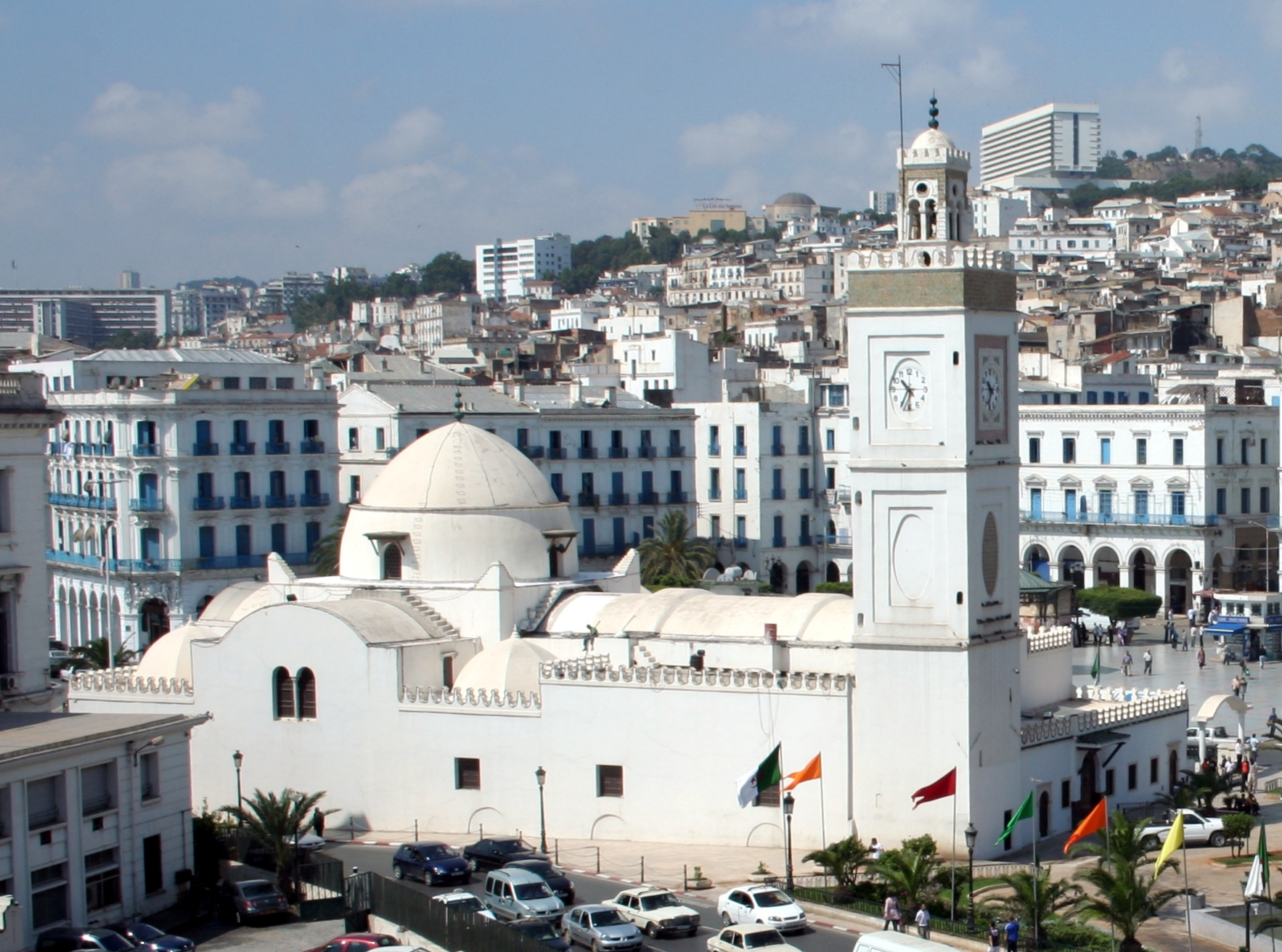
Die Neue Moschee bildet eine Mischung aus osmanischer und nordafrikanischer Architektur

Stammesorganisationen waren nur eine der Zugehörigkeiten oder Gruppen, denen sich der Einzelne zugehörig fühlen konnte. Viele algerische Texte, die seit dem 17. Jahrhundert verfasst wurden, sprechen vom watan al jazâ'ir (Land Algerien) und verwenden den Begriff „unser Heimatland“. Solche Formulierungen deuten auf eine Identität hin, die zwischen Stammesanarchie und modernem Nationalstaat angesiedelt ist. Etwa 10.000 Osmanen bildeten die herrschende Klasse der algerischen Gesellschaft, darunter hohe Beamte, Politiker, Verwaltungsangestellte und Soldaten. In Algier gab es keine Harems, da die gewählten Herrscher keine Vererbungsrechte ihrer Positionen hatten und auch oft herausgefordert wurden. Es bildete sich jedoch die Klasse der Kuloğlus heraus, den Nachkommen von türkischen Soldaten und algerischen Frauen. Neben Algeriern lebten im Land schwarzafrikanische Sklaven, städtische Einwanderer aus Andalusien (Muslime und Morisken) und eine jüdische Minderheit. 99 % der Bevölkerung waren Muslime, meist der Maliki-Schule. Öffentliche Geschäfte wurden sowohl auf Arabisch als auch auf Osmanli abgewickelt.
Die Elite der Küstenstädte besaß die besten Häuser und Grundstücke. Die 6 % der Bevölkerung, die in den Städten lebten, hatten Zugang zu Brunnen, Badehäusern, Restaurants, frühen Hotels und Geschäften. Allein in Algier gab es 60 „maurische Kaffeehäuser“. Auf dem Land blieb dagegen das traditionelle Stammessystem vorherrschend. Der Glaube der militärischen und maritimen osmanischen Eliten, dass die nördliche Christenheit an einer militärischen Expansion in den Maghreb gehindert werden müsse, behinderte die Entwicklung der Gelehrsamkeit und drängte die intellektuelle Kultur an den Rand, da die Herrschenden mehr am Bau von Festungen, Flotten und Schlössern interessiert waren. Die Bildung blieb religiös geprägt und eine tiefergehende Modernisierung der relativ wohlhabenden Regentschaft Algier wurde so verpasst. Kulturelle Überreste der osmanischen Herrschaft haben sich bis ins 21. Jahrhundert in Küche, Kleidung und Architektur des Lande erhalten.